# チャーシューおにぎり

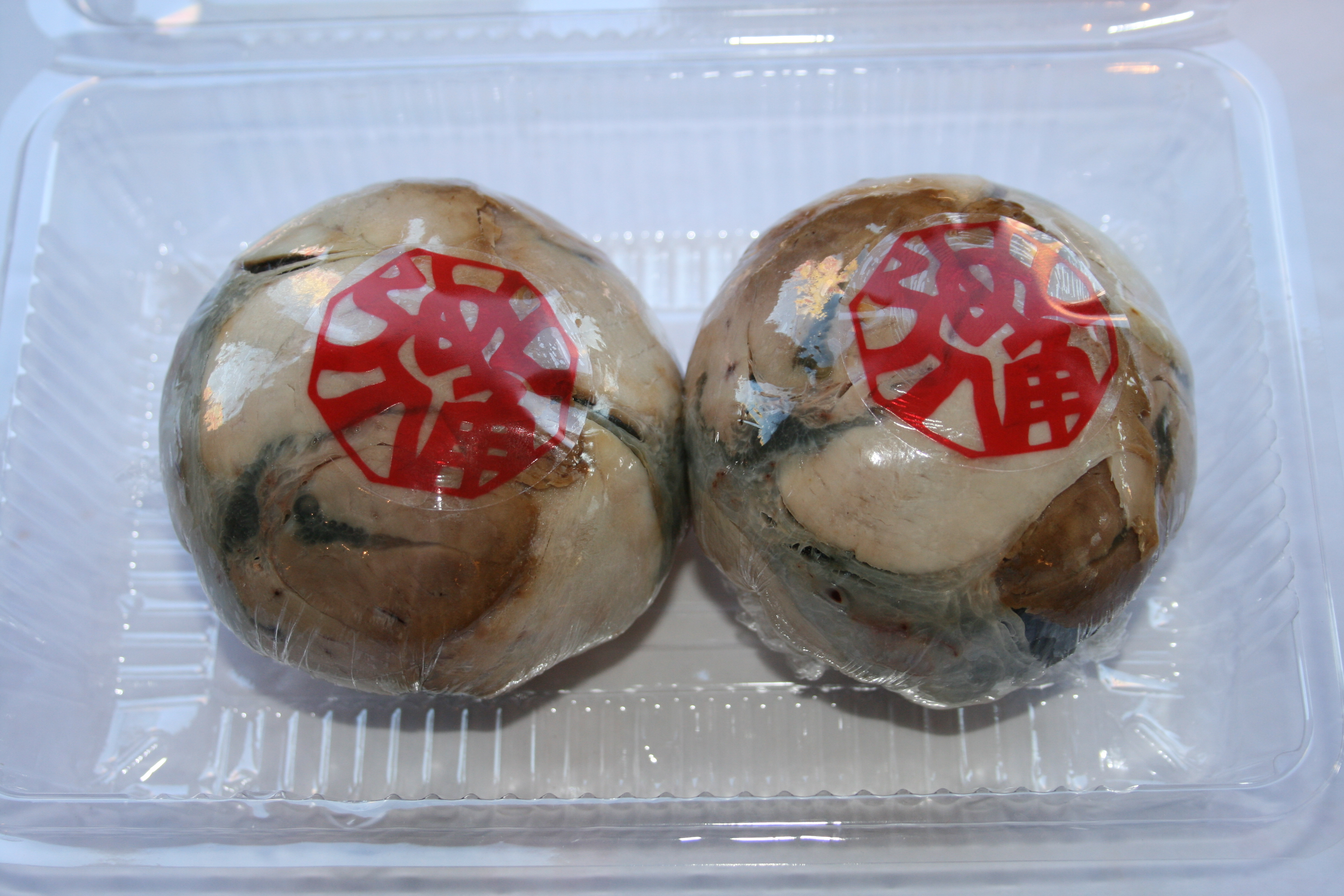
らーめん八角のちゃーしゅーおにぎり

チャーシューおにぎりは、さまざまなラーメン屋のサイドメニューとして販売されている食べ物である。薄切りのチャーシューをご飯に巻いたもの、刻んだチャーシューの混ぜご飯をおにぎりにしたものなどがある。

## 姫路市のチャーシューおにぎり
播州地区のチャーシューおにぎりは、丸型で海苔の上を更にチャーシューで包んでいるのが特徴である（店によってはチャーシューの上に海苔を巻いている所もある）。
元々播州地区には甘く炊いた醤油ベースの播州ラーメンが存在し、龍野の醤油、姫路の酒、稲美の味醂など、地産の物と一緒に浸して煮込んだチャーシューを使っている店もある。

### 発祥・商品化
姫路・播州地区で多店舗を展開する「らーめん八角」が発祥と言われ、メニューの一つとしてあったチャーシューとキムチを上にのせラーメン醤油をかけて食べる丼を、時間が無いときにでも簡単に食べられるよう、おにぎりの形にしたのが原型といわれる。その後は、商品化され同店で1996年頃から販売され、キムチを加えるなどの改良を重ね人気商品化。2016年1月には、ジェイアール西日本デイリーサービスネットとの共同開発で商品化され、近畿地区の駅ナカコンビニ「キヨスク」および「ハート・イン」にて約1か月間発売された。さらに、同年4月には1か月間限定で関西地区2府4県のデイリーヤマザキでも販売された。

## メディア
- 2017年2月2日放送の櫻井・有吉 THE夜会で「チャーシューおにぎり」が紹介される[4]。